# Эпсом
Э́псом (англ. Epsom [ˈɛpsəm]) — город в Великобритании, расположенный в одноимённом округе графства Суррей, на юго-востоке Англии, в 25 километрах к юго-западу от Лондона. Численность населения Эпсома составляет 27 065 человек (на 2009 год).

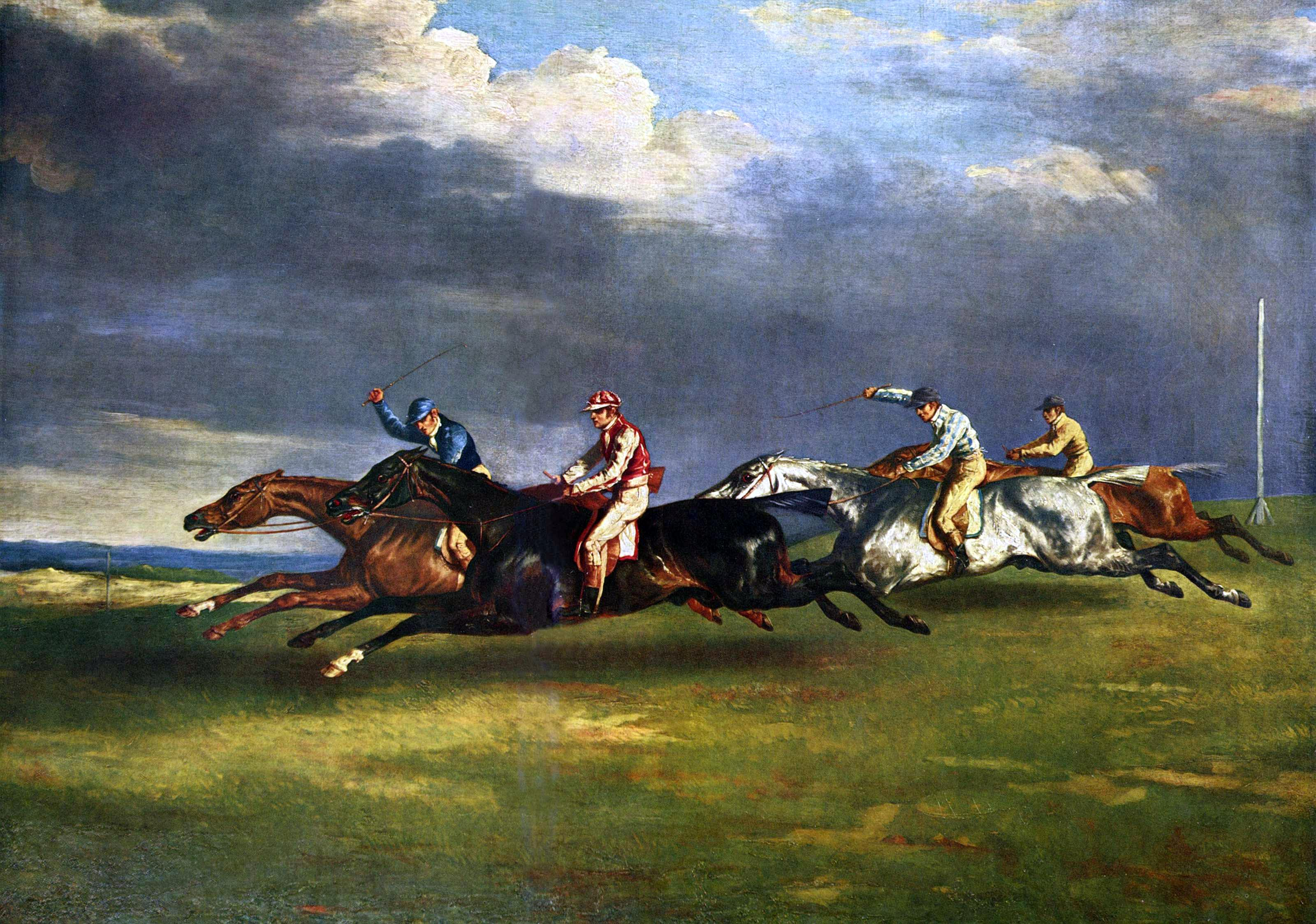
Теодор Жерико. Скачки в Эпсоме (1821)

Название города происходит от имени одного из саксонских вождей, Эббы, высадившегося здесь и построившего посёлок в VI столетии. Сделанные в округе Эпсом археологические находки, относящиеся к VII веку, хранятся в Британском музее. В 933 году, при англосаксонском короле Этельстане, на территории нынешнего округа Эпсом было основано аббатство Чертси (ныне — город). Эпсом упоминается в Книге Страшного суда под 1086 год под названием Эвершем.
С XVIII столетия Эпсом — курорт с источниками ценной минеральной воды. С целью развлечения отдыхающих и курортников в Эпсоме в конце того же столетия стали проводиться конные скачки, сделавшие известным Эпсом во всём мире: Оакс (с 1779 года) и Эпсомские дерби (с 1780 года).
В Эпсоме родились: певица, актриса и композитор Петула Кларк, актриса Джулия Ормонд, актёр Том Фелтон, фотограф Мартин Парр, автогонщик Питер Гетин. Здесь жила Венеция Катарина Дуглас Берни (англ. Venetia Katharine Douglas Phair Burney).
В 1695 году из минеральной воды Эпсомского источника выделили соль, обладавшую горьким вкусом и слабительным действием. Аптекари называли её горькой солью, а также английской, или эпсомской солью. Минерал эпсомит имеет состав MgSO4 · 7H2O.